# 34456 Lydiareznik
34456 Lydiareznik este o planetă minoră (asteroid), cu un diametru de 7,316 km, din centura de asteroizi. A fost descoperită pe 24 septembrie 2000 la Experimental Test Site⁠(d) de Lincoln Near-Earth Asteroid Research. 
Obiectul prezintă o orbită caracterizată de o semiaxă mare de 2,7359672 UAi, o excentricitate de 0,08, o înclinație de 8,78609 ° în raport cu ecliptica.